# Elephantomyia (Elephantomyia) serrulifera
Elephantomyia (Elephantomyia) serrulifera is een tweevleugelige uit de familie steltmuggen (Limoniidae). De soort komt voor in het Neotropisch gebied.